# کایلا سجومان
کایلا سجومان (انگلیسی: Kylla Sjoman؛ زادهٔ ۱۸ اوت ۱۹۸۷) بازیکن فوتبال اهل فنلاند است.
از باشگاه‌هایی که در آن بازی کرده‌است می‌توان به باشگاه فوتبال ساندرلند، باشگاه فوتبال دونکستر راورز، و باشگاه فوتبال سلتیک اشاره کرد.
وی همچنین در تیم ملی فوتبال زنان کانادا بازی کرده‌است.